# 羅克福德鎮區 (密蘇里州考德威爾縣)
羅克福德鎮區（英語：Rockford Township）是位於美國密蘇里州考德威爾縣的一個行政鎮區。

## 地方資料
羅克福德鎮區的面積為92.60平方千米，當中陸地面積為92.52平方千米，而水域面積為0.08平方千米。根據2020年美國人口普查的數據，當地共有人口429人，而人口密度為每平方千米4.63人。